# Savage (Minnesota)
Savage – miasto w Stanach Zjednoczonych, w stanie Minnesota, w hrabstwie Scott.